# Demange-aux-Eaux
Demange-aux-Eaux ist eine Ortschaft in der französischen Gemeinde Demange-Baudignécourt und eine ehemalige Gemeinde mit zuletzt 505 Einwohnern (Stand: 1. Januar 2016) im Département Meuse in der Region Grand Est (bis 2015 Lothringen). Die Gemeinde gehörte zum Arrondissement Commercy und zum 2016 gegründeten Gemeindeverband Haute Saulx et Perthois-Val d’Ornois. Die Bewohner werden Dominacoiriens genannt.
Die Gemeinde Demange-aux-Eaux wurde am 1. Januar 2019 mit Baudignécourt zur Commune nouvelle Demange-Baudignécourt zusammengeschlossen.

## Geografie

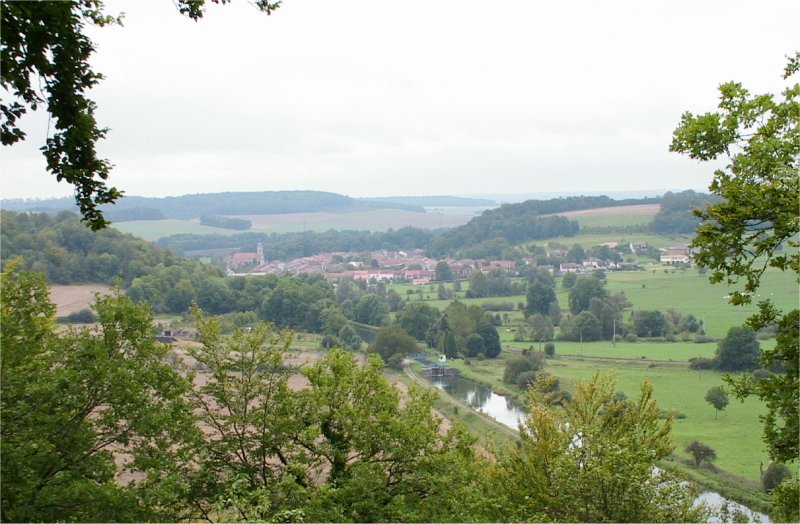
Blick von Norden auf Demange-aux-Eaux
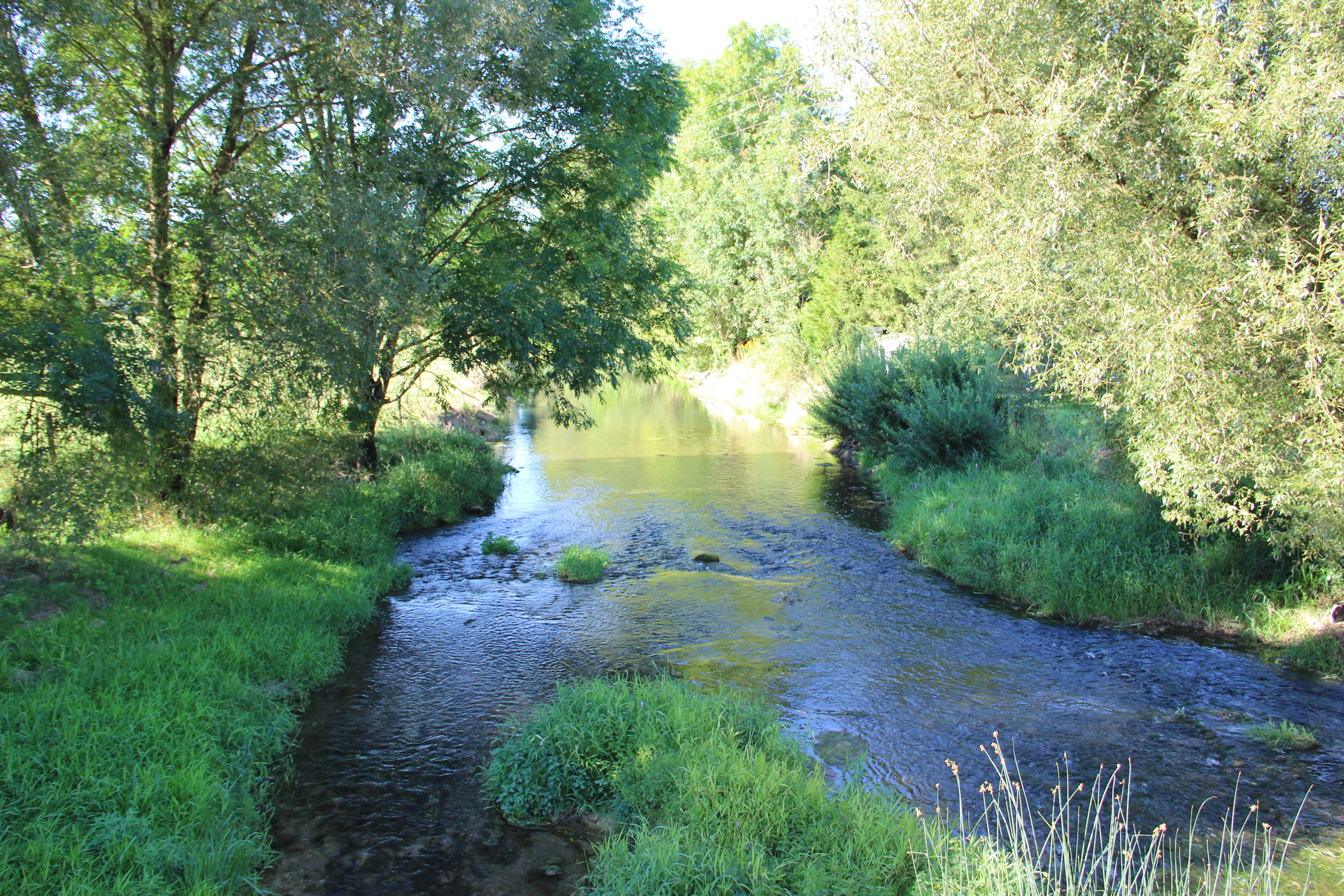
Der Ornain bei Demange-aux-Eaux

Demange-aux-Eaux liegt in der Landschaft Barrois am Fluss Ornain, etwa 35 Kilometer südöstlich von Bar-le-Duc und 45 Kilometer südwestlich von Toul. Das fast 25 Quadratkilometer umfassende ehemalige Gemeindegebiet wird geprägt vom ca. einen Kilometer breiten Ornaintal und die sich links und rechts des Ornains erhebenden teilweise bewaldeten Hochplateaus, die das Flusstal um 100 Höhenmeter überragen. Parallel zum Ornain verläuft der Rhein-Marne-Kanal (Canal de la Marne au Rhin), der hier die Scheitelhaltung erreicht und in den 4880 m langen Tunnel von Mauvages (Souterrain de Mauvages) einschwenkt, der die Verbindung zum Maastal herstellt. Zur Gemeinde gehörte der drei Kilometer nordöstlich des Dorfes Demange-aux-Eaux gelegene Weiler La Grangette. Umgeben wurde die Gemeinde Demange-aux-Eaux von den Nachbargemeinden Reffroy und Bovée-sur-Barboure im Norden, Mauvages im Osten, Delouze-Rosières im Südosten, Huilliécourt im Südwesten, Baudignécourt im Süden sowie Saint-Joire im Westen.

## Bevölkerungsentwicklung
| Jahr      | 1962 | 1968 | 1975 | 1982 | 1990 | 1999 | 2006 | 2017 |
| Einwohner | 624  | 605  | 536  | 502  | 537  | 543  | 555  | 554  |

Im Jahr 1846 wurde mit 1053 Bewohnern die bisher höchste Einwohnerzahl ermittelt. Die Zahlen basieren auf den Daten von cassini.ehess und INSEE.

## Sehenswürdigkeiten

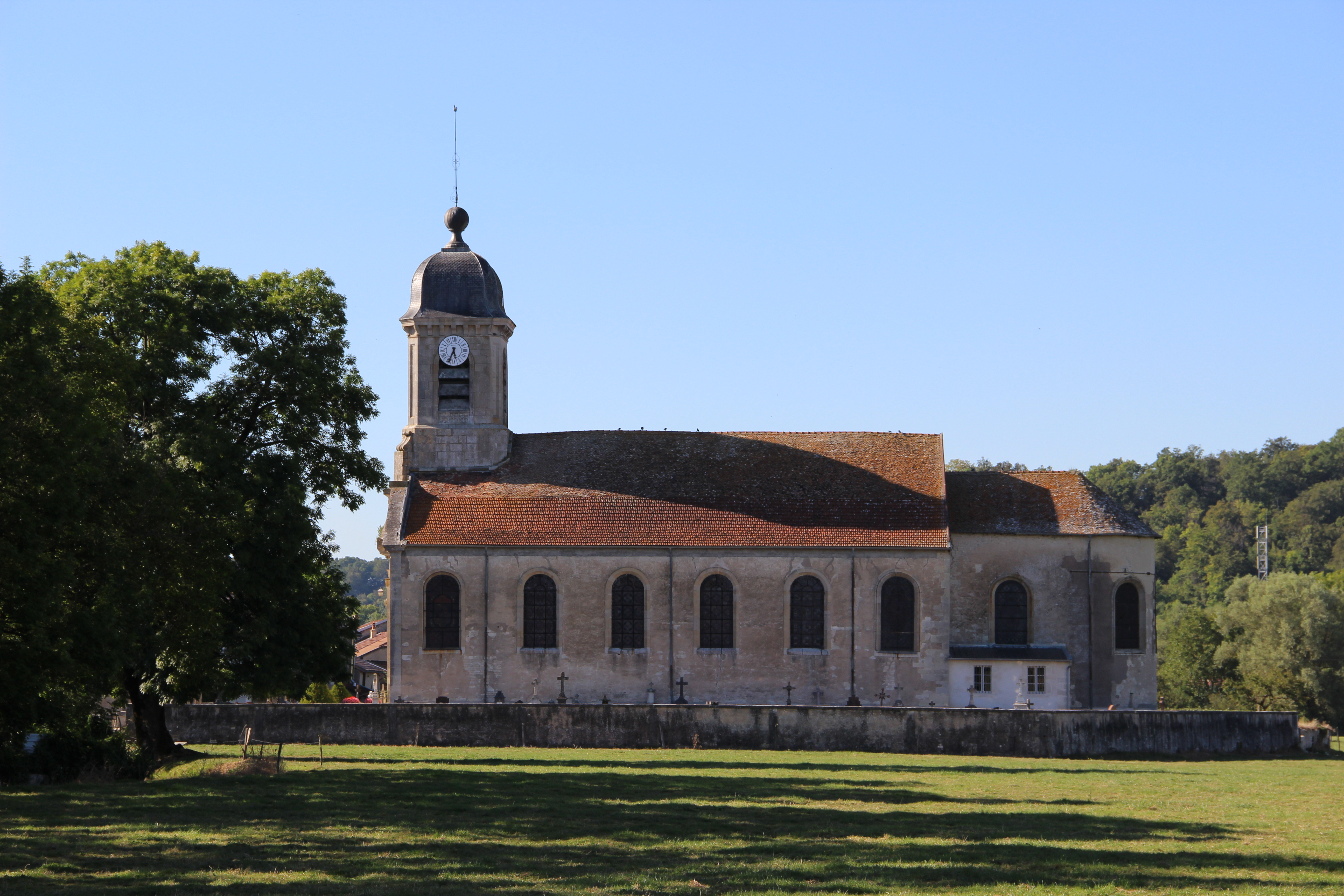
Kirche Saint-Remi
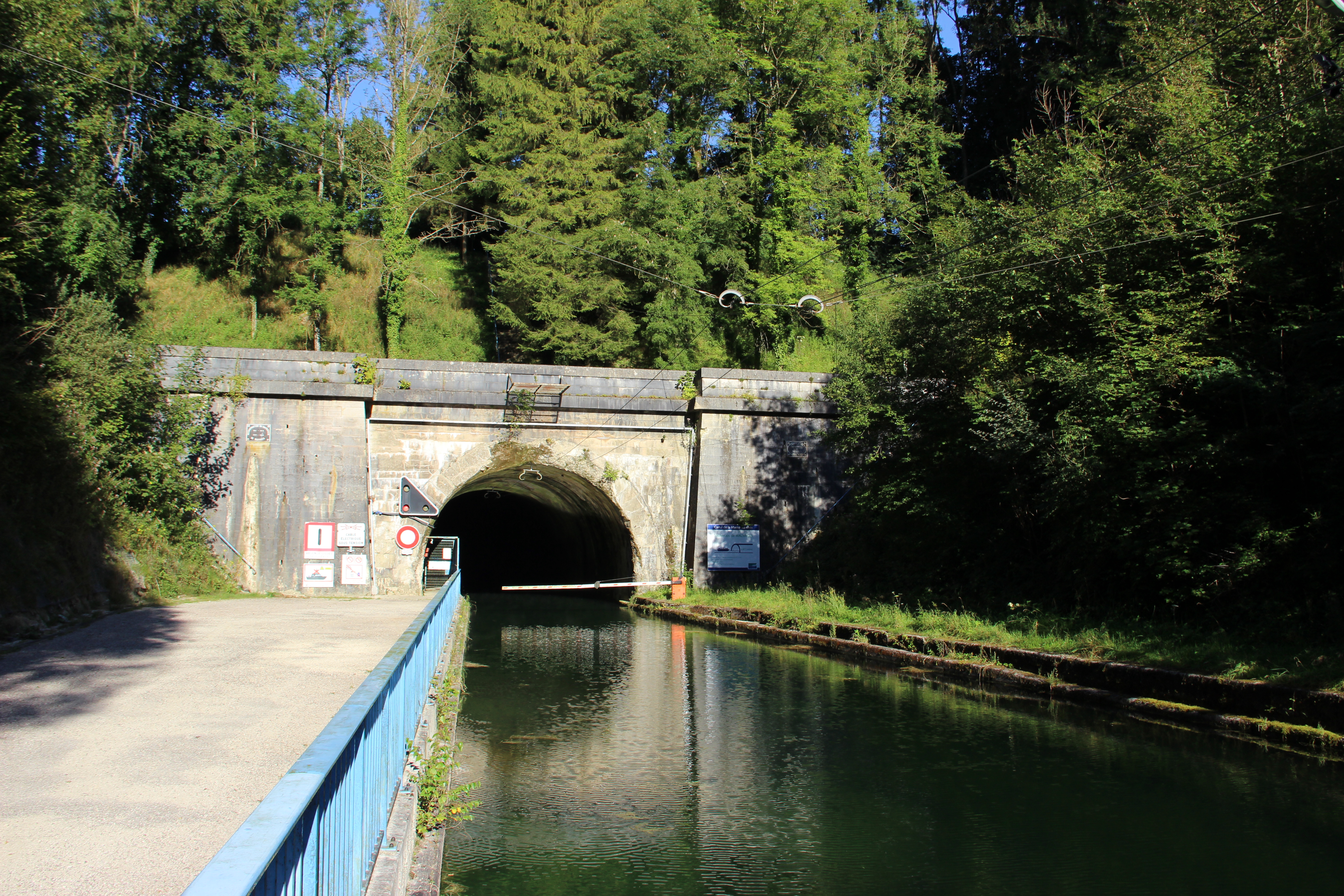
Westlicher Eingang zum Kanaltunnel

- Rathaus des Architekten Joseph-Théodore Oudet
- Lavoir

- Kirche Saint-Remi
- Westlicher Eingang zum Kanaltunnel

## Wirtschaft und Infrastruktur
In Demange-aux-Eaux gibt es eine Grundschule, eine Poststelle und einen kleinen Sportboothafen. In Demange-aux-Eaux sind 15 Landwirtschaftsbetriebe ansässig (Getreideanbau, Pferdezucht).
Der Westteil der ehemaligen Gemeinde gehört zum 30 Quadratkilometer umfassenden unterirdisches Tunnelsystem des durch die französische Atommüllbehörde ANDRA (Agence Nationale pour la Gestion des Déchets Radioactifs) in Bure betriebenen Untertagelabor zur Erforschung der örtlichen geologischen Verhältnisse für den Bau des Atommüllendlagers Bure.
Durch Demange-aux-Eaux führt die dem Ornain folgende Fernstraße D966 (ehemalige Route nationale 66) von Ligny-en-Barrois nach Greux. Im 20 Kilometer entfernten Ligny-en-Barrois besteht Anschluss an die autobahnartig ausgebaute Route nationale 4 von Saint-Dizier nach Toul. Die Gemeinde hatte einen Bahnhof an der inzwischen stillgelegten Bahnstrecke Nançois-Tronville–Neufchâteau auf der nur noch saisonale Gütertransporte stattfinden.

## Belege
1. ↑  Demange-aux-Eaux auf cassini.ehess
2. ↑  Demange-aux-Eaux auf INSEE
3. ↑  Landwirtschaftsbetriebe auf annuaire-mairie.fr (französisch)